# Guido Memo
Guido Memo (... – Verona, 1438) è stato un vescovo cattolico italiano.

## Biografia
Dal 1383 al 1409 ricoprì l'incarico di vescovo di Pola. Il 29 novembre 1409 fu nominato vescovo di Verona durante il pontificato di papa Gregorio XII. Fu vescovo di Verona fino alla sua morte nel 1438.
Nel 1411 provvide ad ampliare la fortezza di Legnago. Durante il suo mandato, fece costruire nel Duomo di Verona la cappella alla destra dell'altare maggiore dalla quale si accede alla cripta, destinata oggi ad accogliere le spoglie dei vescovi della città.